# (38316) 1999 RB113
1999 RB113 (asteroide 38316) é um asteroide da cintura principal. Possui uma excentricidade de 0.13294070 e uma inclinação de 12.55336º.
Este asteroide foi descoberto no dia 9 de setembro de 1999 por LINEAR em Socorro.